# Anastase le Bibliothécaire
Pour les articles homonymes, voir Anastase.
Cet article concerne l'antipape Anastase III. Pour le pape du même nom, voir Anastase III.
Anastase le Bibliothécaire, né vers 815 et mort en 880, est un moine et lettré important du IXe siècle, abbé de Sainte-Marie du Trastévère sous le pape Nicolas Ier, puis bibliothécaire du pape sous le pape Adrien II. Il donne d'importantes traductions à partir du grec.
Il est identifié, selon le récit d'Hincmar de Reims (dans les Annales de Saint-Bertin, de 868), à l'antipape Anastase III, élu en 855 contre Benoît III.

## Biographie
Il est un neveu d'Arsène, évêque d'Orte et légat pontifical.
Anastase apprend le grec des moines byzantins et a une éducation peu commune pour son époque, puisqu'il semble être l'ecclésiastique le plus érudit de Rome du IXe siècle.
Pendant le pontificat de Nicolas Ier (858–867) Anastase est abbé de Sainte-Marie du Trastevere, de l'autre côté du Tibre et est employé par le pape pour diverses missions. Il est également un auteur actif et traduit des ouvrages de langue grecque en latin. Dont, la biographie de Jean l'Aumônier qu'il dédie à Nicolas Ier.
Le successeur de Nicolas, Adrien II (867–872), le nomme bibliothécaire de l'Église romaine, un poste important qui lui donne beaucoup d'influence à la cour pontificale.
En 869, il est mandaté par Louis II le Jeune, empereur d'Occident, comme envoyé à Constantinople, avec deux hommes de rang élevé de l'Empire carolingien, pour négocier le mariage entre Léon VI le Sage, fils aîné de l'empereur byzantin Basile Ier, et Ermengarde fille unique de Louis II. Quand les émissaires arrivent à Constantinople, le quatrième concile de Constantinople est encore en session, et Anastase, qui assiste à la dernière session (février 870), défend avec zèle la cause du pape et rend beaucoup de services à la légation du pape. Sur le chemin du retour, les légats du pape sont agressés et les « actes du concile » sont volés. Toutefois, ils ont donné la plupart des déclarations d'obédience des évêques grecs à Anastase, qui a également une copie des « actes » et est donc en mesure d'apporter ces documents au pape. Sur ordre du pape, il les traduit en latin.
Le successeur d'Adrien II, Jean VIII (872–882), a également de l'estime pour Anastase. Il le confirme dans son poste de bibliothécaire, le charge d'affaires importantes et l'encourage à poursuivre son œuvre littéraire. Anastase est en correspondance avec le patriarche byzantin déchu, Photios Ier de Constantinople et cherche à servir de médiateur entre le patriarche et le pape et à apaiser la controverse sur le Saint-Esprit.
En août 879, Zacharias d'Anagni devient bibliothécaire de l'Église romaine, de sorte que Anastase doit être mort peu de temps avant cette date.

## Antipape Anastase
Si le passage dans les annales d'Hincmar de Reims est authentique, le bibliothécaire Anastase est la même personne que le prêtre romain Anastase, qui en 874 devint prêtre titulaire de Saint-Marcel.
Cet Anastase fuit Rome en 848 et réside dans différentes villes. En raison de sa fuite, il est excommunié par le synode romain en 850, puis, comme il ne revenait pas, il est frappé d'anathème et est déposé par un autre synode de 853.
Après la mort du pape Léon IV en 855, Anastase est élu pape par le parti impérial, mais l'élection légitime désigne le pape Benoît III.
Pendant le pontificat de Adrien II, Anastase est impliqué dans de graves ennuis : en 868 un proche parent, un frère, Eleuthère enlève la fille du pape et peu après, la tue ainsi que sa mère. Le meurtrier est exécuté et Anastase, considéré comme l'instigateur du meurtre, est excommunié et déposé. Vivant à la cour impériale, il recherche l'intervention de l'empereur pour se disculper devant le pape.
Joseph Hergenröther soutient que le bibliothécaire et le prêtre antipape sont une seule et même personne et mêle toutes les déclarations relatives à ce dernier dans la biographie d'Anastase, tandis que Joseph Langen les considère comme des personnes différentes.

## Traducteur et auteur
Anastase traduit du grec en latin les « actes » du deuxième concile de Nicée et du quatrième concile de Constantinople ainsi que plusieurs légendes de saints, et d'autres écrits.
Il a également compilé un travail historique, Chronographia tripartita, à partir des écrits grecs de  Théophane, Nicéphore, et Georges le Syncelle et a fait une collection de documents concernant les affaires du pape Honorius Ier. Plusieurs de ses lettres ont été préservés.
Contrairement à la légende, il n'a pas écrit le Liber Pontificalis qui lui était imputé auparavant. Il semble avoir travaillé avec d'autres à la révision de la Vie de Nicolas Ier.
Enfin, Anastase le Bibliothécaire traduit pour Charles II le Chauve des récits sur saint Démétrios de Thessalonique et sur saint Denis de Paris.